# Xilulosio
Lo xilulosio è un chetopentoso, un monosaccaride contenente cinque atomi di carbonio contenente un chetone. In natura sono presenti sia la configurazione L- che D-.

## Patologia
L'L-xilulosio si accumula nell'urina dei pazienti con pentosuria, a causa della carenza di L-xilulosio reduttasi. Dal momento che l'L-xilulosio è uno zucchero riducente come il D-glucosio, i pazienti con pentosuria sono spesso stati diagnosticati erroneamente come diabetici.